# Courcy, Marne

Courcy este o comună în departamentul Marne, Franța. În 2009 avea o populație de 1,288 de locuitori.